# نور سیاه

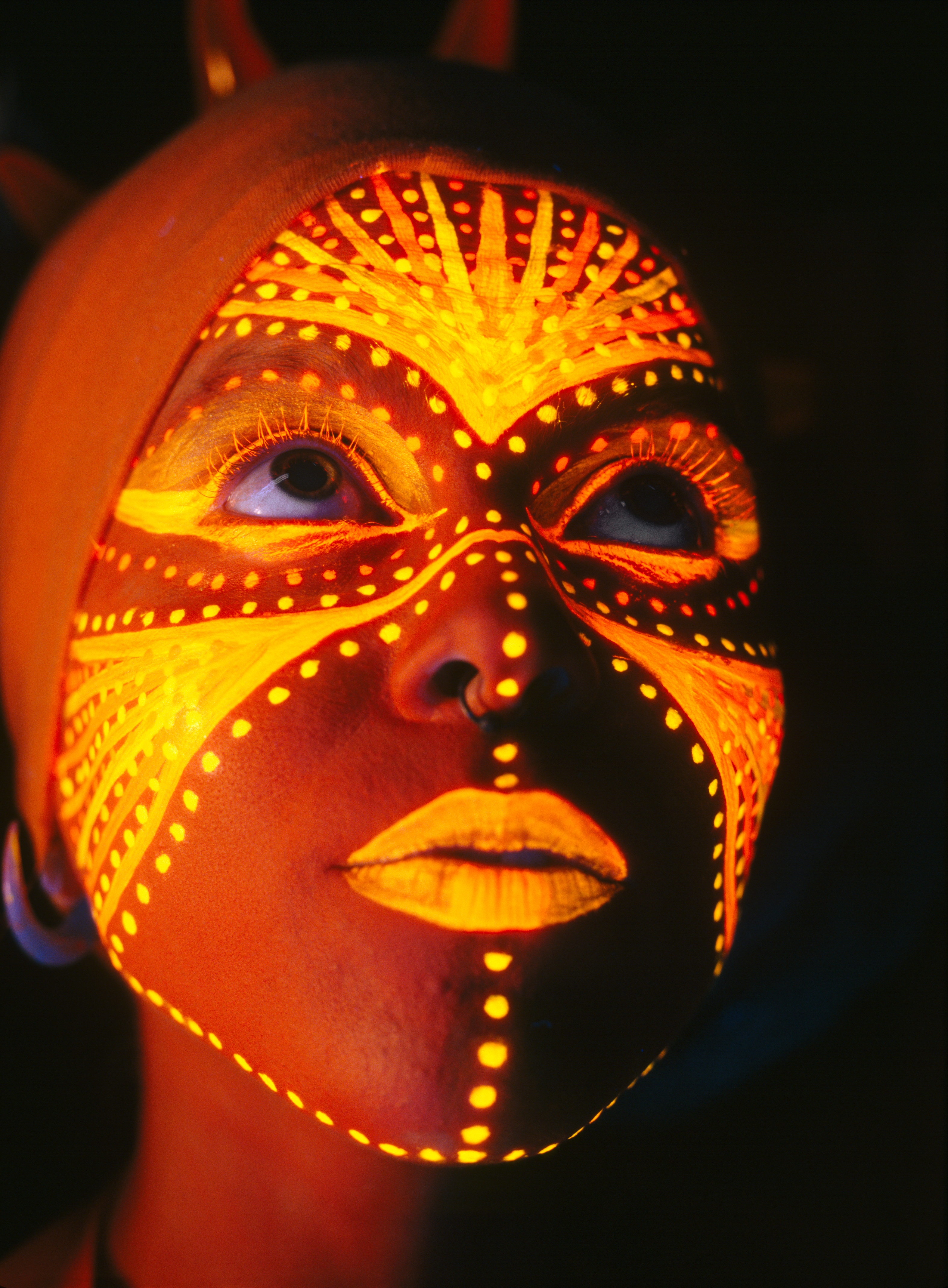
نقاشی فلئورسنت بدن. از رنگ‌ها و تزئیناتی که زیر نور سیاه روشن می‌شوند در تئاترها و برخی سایر گونه‌های هنر استفاده می‌شود.

لامپ سیاه، نور سیاه یا بلک لایت (به انگلیسی: blacklight) به طیف خاصی از نور فرابنفش یا کاربردهای آن گفته می‌شود که با چشم غیر مسلح دیده نمی‌شوند ولی با تابش به ترکیبات رنگی خاصی که در بسیاری موارد حاوی فسفر هستند، می‌درخشد.
در بیانی خلاصه می‌توان گفت که لامپ سیاه همان لامپ مهتابی است با اندکی تفاوت. عملکرد لامپ مهتابی بدین ترتیب است که ولتاژی نسبتاً قوی در دو سر لامپ که از گاز جیوه پر شده‌است برقرار می‌کند. از این رو اتم‌های جیوه به حالت برانگیخته در می‌آیند، یعنی الکترون‌ها از مداری به مدار بالاتر می‌روند و از آنجا که اتم به حالت برانگیخته باقی نمی‌ماند، الکترون در حین برگشت به مدار قبلی مقدار انرژی‌ای که برای رفتن به آن مدار دریافت کرده بود را به شکل فوتونی با آن انرژی و طول موج از دست می‌دهد. در اتم جیوه معمولاً این طول موج در حوزهٔ امواج فرا بنفش است که برای انسان مضر است. از این رو جدار داخلی لامپ مهتابی را با لایه‌ای از ماده‌ای به خصوص پر می‌کنند که امواج فرا بنفش را گرفته و به همان صورت به حالت برانگیخته رفته و آن را به امواج نور مرئی تبدیل می‌کند. به همین دلیل در لامپ‌های مهتابی مقدار انرژی تلف شده ــ که معمولاً در لامپ‌های معمولی به شکل گرماست ــ به حداقل می‌رسد و تقریباً تمام انرژی مصرفی به نور تبدیل می‌شود.
اما لامپ‌های سیاه تفاوت اندکی که با لامپ مهتابی دارند در این است که لامپ‌های سیاه فاقد آن ماده سفید رنگ هستند و تنها از گاز جیوه با شیشه‌ای به رنگ سیاه درست شده‌اند. به همین دلیل است که گاهی بعضی از لامپ‌های سیاه یک نور خفیفی از رنگ بنفش دارند؛ یعنی لامپ‌های سیاه نور فرابنفش تولید می‌کنند که این نور فرابنفش به‌وسیلهٔ موادی که دارای فسفر هستند ـ برای جذب نور فرابنفش ـ جذب می‌شود و بعضی از مواد در اطراف آن می‌درخشند. این مواد از قبیل ناخن و مو و … همانند مادهٔ سفید رنگ در جدارهٔ داخلی لامپ مهتابی عمل می‌کنند و نور فرابنفش را به نور مرئی تبدیل می‌کنند و نسبت به بقیه بیشتر می‌درخشند.

#### کاربردهای لامپ سیاه در صنایع مختلف

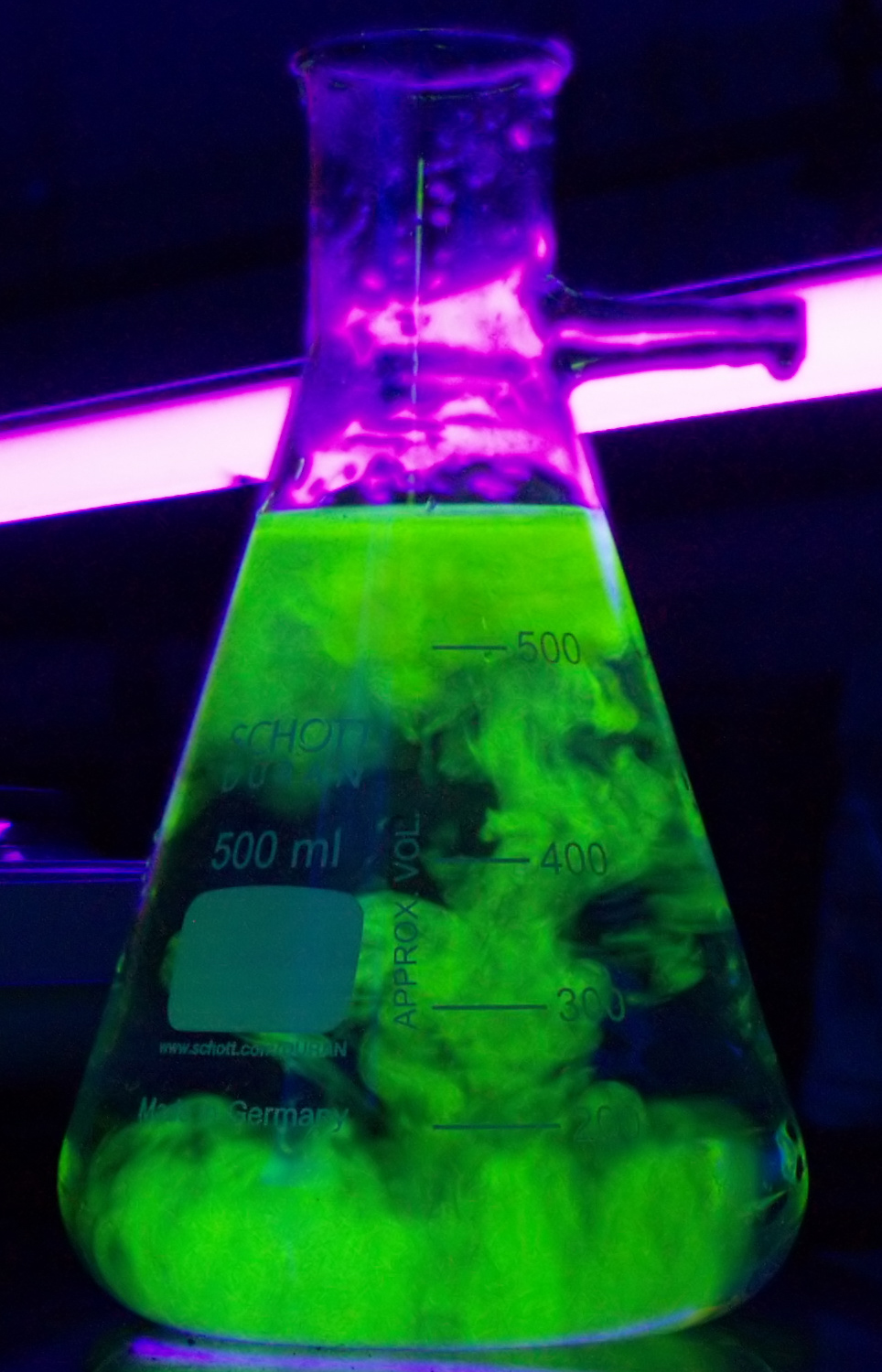
فلورسین در حال درخشش زیر نور سیاه

ویژگی دیده نشدن رنگ‌های بلک لایت و امکان مشاهده آن‌ها فقط در زیر لامپ‌های نور سیاه، موجب استفاده آن در صنایع مختلف شده‌است. برخی از این صنایع به شرح زیراند:
- محکمه‌های قضایی و موارد جنایی و قانونی
- چاپ اسکناس و اوراق بهادار و پیشگیری از جعل
- صنایع سرگرمی و ملزومات جشن‌ها
- پیداکردن گمشدگان و حیوانات (ادرار انسان و حیوانات در طیف نور سیاه می‌درخشد)
- صنایع فرش شویی و نظافت در هتل‌ها

## پیشینه لامپ سیاه
ویلیام اچ. بایلر برای اولین بار لامپ سیاه را در سال ۱۹۳۵ اختراع کرد و در طول جنگ جهانی دوم، کاربردهای زیادی از لامپ سیاه و بلک لایت در صنایع توسعه داد.